# 新居風暴
《新居風暴》（波斯語：‎）是一部2016年的伊朗電影，由阿斯哈·法哈蒂執導兼編劇，沙哈布·侯賽尼、塔蘭妮·阿莉多絲蒂主演。获得第89届奥斯卡金像奖最佳外语片。

## 剧情
Emad和Rana是一对居於德黑蘭的年輕夫妻，Emad是一所中学的语文教师，他和妻子也是一所剧团的业余演员，而剧团近期在排演《之死》一劇。因Emad和Rana的居所成為危樓，夫妻兩人沒有選擇下遷入劇團同事擁有的一所房子。兩人搬家到了新居後，一次Rana誤以為丈夫返家，開門予一陌生男子，結果正在浴室洗澡的Rana被男子袭击，頭部受了伤，被鄰居發現送院。後來Emad從鄰居得知他們新居的前女租客十分濫交，經常有不同男子出入，故懷疑闖入Emad家中襲擊Rana的男子是與前女租客有染。
Rana出院後，對新居充滿陰影，亦不能在劇團作正常演出，但她不想重提此事，決定不去報警，只向劇團其他成員謊稱自己在浴室不慎滑倒受傷，但最終劇團成員亦從Rana鄰居口中知道事情。Emad則不滿妻子即不報警但亦未能走出事件的陰影，亦覺得妻子在家中被陌生男子襲擊有損自己顏面，故想向對襲擊Rana的男子報復。Emad在家里发现了不屬於他們的手機及車匙，懷疑是襲擊Rana男子逃走時遺下。Emad最後在居所附近找到那男人遺下的汽車，但不久那汽車被人駛走。Emad后来通过在交通部工作的學生家長幫助，查到了駕駛那辆车的是名在面包店工作的年轻男子。Emad就约男子，谎称要请他开车從舊居搬走东西。Emad打算當那年青男子到舊居時，就要他當面交代襲擊Rana的事。
約定當日，來到Emad舊居的卻是一个老人，原來是那名年轻男子的岳父，那年輕男子因要籌備婚事而託岳父代他前來幫忙。Emad大失預期，仍想透過老人叫那年青男子前來，但Emad與老人對話間，知道老人晚上會駕駛女婿那部汽車，而老人的說話亦出現矛盾，Emad最後通过询问及查验那位老人脚部的伤痕，发现他才是袭击Rana的凶手。老人被揭穿後，解释自己與Emad新居的前女租客有染多時，但不知道她已搬走，故上到Emad居所找她，更誤以為Rana是那女子，最後才誤傷了Rana。
为了报复，Emad将老人关在舊居的房间里数个小时。晚上演出结束后，Emad和Rana夫妻二人回到舊居，Emad将老人放了出来，但打电话将老人的妻子、女兒及女婿都叫来，要在老人家人面前講出他所干的事情，老人因恐懼不安而发病晕倒，幸好Emad找到老人的药物，把他救醒了过来。Rana不滿Emad所為，表示若Emad向老人的家人說出整件事，她和Emad的夫妻關係亦會完結。等到老人的妻子、女儿和女婿来到后，他們誤以為老人幫Emad工作時暈倒，故十分感激Emad和Rana对老人的照顾，Emad最終没有将老人干的事情向其家人说出来。临走前，Emad约老人单独到一个房间里谈事，归还了老人那次放到Emad居所抽屉的钱，并打了老人一巴掌。老者出来后再次病倒，之后濒临死亡的老人被救护车运走。

## 演员
- 沙哈布·侯賽尼 - Emad
- 塔蘭妮·阿莉多絲蒂 - Rana
- Babak Karimi - Babak
- Farid Sajadhosseini - The Man
- Mina Sadati - Sanam
- Maral Bani Adam - Kati
- Mehdi Koushki - Siavash
- Emad Emami - Ali
- Shirin Aghakashi - Esmat
- Mojtaba Pirzadeh - Majid
- Sahra Asadollahi - Mojgan
- Ehteram Boroumand - Mrs. Shahnazari
- Sam Valipour - Sadra[1]

## 奖项
- 2016第69屆坎城影展：最佳编剧（Asghar Farhadi）、最佳男演员（Shahab Hosseini）
- 2017第21屆衛星獎（英语：21st Satellite Awards）：最佳外语片[2]
- 2017第89届奥斯卡金像奖：最佳外语片
- 2017第11屆亞洲電影大獎：最佳编剧

## 外部連結
- 開眼電影網上《新居風暴》的資料（繁體中文）
- 豆瓣电影上《推销员》的資料 （简体中文）
- 时光网上《推销员》的資料（简体中文）
- AllMovie上的资料（英文）
- 爛番茄上的資料（英文）
- Box Office Mojo上的資料（英文）
- Metacritic上的資料（英文）
- 互联网电影数据库（IMDb）上的资料（英文）